# Аккутир (Амангельдинский сельский округ)
Аккутир (каз. Аққұтыр, до 199? г. — Беленькое) — упразднённое село в Таскалинском районе Западно-Казахстанской области Казахстана. Входило в состав Амангельдинского сельского округа. Ликвидировано в 200? г.

## Население
По данным переписи 1999 года, в селе проживало 152 человека (77 мужчин и 75 женщин).